# Szwedzka Formuła 3 Sezon 2000
Szwedzka Formuła 3 w sezonie 2000 – trzydziesty czwarty i zarazem ostatni sezon Szwedzkiej Formuły 3.
Sezon składał się z czterech eliminacji, rozgrywanych na torach Arctic Circle Raceway (Norwegia) i Mantorp Park (Szwecja). Mistrzem został Mikael Karlsson, ścigający się Dallarą F394.

## Kalendarz wyścigów
| Runda | Data        | Tor       | Pole position   | Najszybsze okrążenie | Zwycięzca (kierowcy) | Zwycięzca (zespoły)          |
| ----- | ----------- | --------- | --------------- | -------------------- | -------------------- | ---------------------------- |
| 1     | 12 sierpnia | Mo i Rana | ?               | ?                    | Henry Koskinen       | Koiranen Brothers Motorsport |
| 2     | 13 sierpnia | Mo i Rana | ?               | ?                    | Mikael Karlsson      | Monica Stråth Motorsport     |
| 3     | 9 września  | Linköping | Mikael Karlsson | Mikael Karlsson      | Mikael Karlsson      | Monica Stråth Motorsport     |
| 4     | 10 września | Linköping | Mikael Karlsson | Joachim Johnsen      | Mikael Karlsson      | Monica Stråth Motorsport     |

## Klasyfikacja kierowców
| Legenda oznaczeń w tabelach wyników Wyświetl szablon na nowej stronie | Legenda oznaczeń w tabelach wyników Wyświetl szablon na nowej stronie                                                                     |
| Oznaczenie                                                            | Wyjaśnienie |
| --------------------------------------------------------------------- | --- |
| Złoty                                                                 | Zwycięzca lub mistrzostwo |
| Srebrny                                                               | 2. miejsce lub wicemistrzostwo |
| Brązowy                                                               | 3. miejsce lub II wicemistrzostwo |
| Zielony                                                               | Ukończył, punktował (w klasyfikacji generalnej, gdy zdobył co najmniej jeden punkt na przestrzeni sezonu, poza trzema powyższymi opcjami) |
| Niebieski                                                             | Ukończył, nie punktował (w klasyfikacji generalnej, gdy nie zdobył co najmniej jednego punktu na przestrzeni sezonu)                      |
| Czerwony                                                              | Nie zakwalifikował się (NZ) |
| Czerwony                                                              | Nie prekwalifikował się (NPK) |
| Różowy                                                                | Nie ukończył (NU) |
| Różowy                                                                | Niesklasyfikowany (NS) (w klasyfikacji generalnej, gdy nie został sklasyfikowany w żadnym wyścigu sezonu)                                 |
| Czarny                                                                | Zdyskwalifikowany (DK) |
| Czarny                                                                | Wykluczony (WYK/EX) |
| Biały                                                                 | Nie wystartował (NW) |
| Biały                                                                 | Kontuzjowany (K/INJ) |
| Biały                                                                 | Wyścig odwołany (OD/C) |
| Bez koloru                                                            | Został wycofany (WYC/WD) |
| Bez koloru                                                            | Nie przybył (NP/DNA) |
| Bez koloru                                                            | Nie brał udziału w treningach (NT/DNP) |
| Bez koloru                                                            | Nie został zgłoszony (–) |
| Pogrubienie                                                           | Start z pole position |
| Kursywa                                                               | Najszybsze okrążenie wyścigu |
| †                                                                     | Nie ukończył, ale jego rezultat został zaliczony ze względu na przejechanie więcej niż 90% dystansu wyścigu.                              |
| *                                                                     | Sezon w trakcie |
| 1/2/3                                                                 | Punktowana pozycja w sprincie kwalifikacyjnym                                                                                             |
| Lista systemów punktacji Formuły 1                                    | |

| Poz. | Kierowca             | Zespół                       | MIR | MIR | LKP | LKP | Punkty |
| ---- | -------------------- | ---------------------------- | --- | --- | --- | --- | ------ |
| 1    | Mikael Karlsson      | Monica Stråth Motorsport     | 3   | 1   | 1   | 1   | 73     |
| 2    | Marko Nevalainen     | Motor Up Racing Team         | 2   | 3   | 2   | 2   | 59     |
| 3    | Henry Koskinen       | Koiranen Brothers Motorsport | 1   | 2   | 3   | 5   | 49     |
| 4    | Joachim Johnsen      | Telemark Motorsport          | 8   | 4   | NU  | 3   | 28     |
| 5    | Sanna Pinola         | F3 Vaisanen Sport            | 4   | 5   | 4   | 8   | 28     |
| 6    | Pål Richard Eidsvold | Pål Richard Eidsvold         | 7   | 6   | 6   | 7   | 18     |
| 7    | Bobby Issazadhe      | Performance Racing           | -   | -   | NU  | 4   | 16     |
| 8    | Jan Östberg          | Jan Östberg                  | -   | -   | 5   | 6   | 16     |
| 9    | Göran Kropp          | Göran Kropp                  | 5   | 8   | 9   | 9   | 15     |
| 10   | Thomas Mullin        | Thomas Mullin                | 6   | 7   | 8   | 11  | 7      |
| 11   | Hasse Schöld         | Monica Stråth Motorsport     | -   | -   | 7   | 10  | 6      |